# Supersypnoides moorei
Supersypnoides moorei là một loài bướm đêm trong họ Noctuidae.